# Annales du service des antiquités de l'Égypte (numéros 51 à 60)
Les Annales du service des antiquités de l'Égypte sont publiées par le Conseil suprême des Antiquités égyptiennes (CSA).
Cliquez sur un onglet pour accéder aux titres des sujets développés dans chaque numéro.
| nos 1 à 10 | nos 11 à 20 | nos 21 à 30 | nos 31 à 40 | nos 41 à 50 | nos 51 à 60 | nos 61 à 70 | nos 71 à 80 |

| Numéro 51 1951 | Numéro 52 1952 | Numéro 53 1955 | Numéro 54 1957 | Numéro 55 1958 | Numéro 56 1959 | Numéro 57 1962 | Numéro 58 1964 | Numéro 59 1966 | Numéro 60 1968 |

## Numéro 51, paru en 1951
| Pages     | Auteur(s)                                             | Titre | Texte non disponible |
| --------- | ----------------------------------------------------- | --- | -------------------- |
| 1 - 28    | Alexandre Badawy                                      | La première architecture en Égypte. • I, Les matériaux de construction. • II, Les formes |                      |
| 29 - 51   | Abd el-M. El-Khachab                                  | Les monnaies coulées fausses et les moules monétaires et à bijoux du cabinet des médailles du musée du Caire |                      |
| 59 - 91   | F. Debono                                             | Expédition archéologique royale au désert oriental (Keft-Kosseir), Rapport préliminaire sur la campagne 1949. • I, Secteur de Lakeita. • II, Secteur du Hammamat. • III, Secteur de la mer Rouge. • IV, Gravures rupestres |                      |
| 111 - 122 | E. Komorzynski                                        | Über die soziale stellung des altägyptischen soldaten |                      |
| 123 - 128 | I. Harari                                             | Bernard Grdseloff (1er juillet 1915 - 8 octobre 1950) |                      |
| 129 - 140 | Bernhard Grdseloff                                    | Nouvelles données concernant la tente de purification |                      |
| 143 - 146 | Bernhard Grdseloff                                    | Un nouveau graffito de Hatnoub |                      |
| 147 - 151 | Bernhard Grdseloff                                    | La princesse Neferouptah de Lisht |                      |
| 153 - 157 | Bernhard Grdseloff                                    | Le "bois" cachet officiel des gouverneurs |                      |
| 159 - 162 | Bernhard Grdseloff                                    | Une nouvelle version de la liste des villes de l’Onomasticon du Ramesséum |                      |
| 163 - 166 | Bernhard Grdseloff                                    | Un emprunt au sémitique pour désigner la femme captive de guerre |                      |
| 167 - 200 | Gustave Lefebvre                                      | Inscription dédicatoire de la chapelle funéraire de Ramsès Ier à Abydos |                      |
| 201 - 204 | G. Michaïlidis                                        | Figurine funéraire au nom d’ |                      |
| 205 - 215 | P. Barguet                                            | Au sujet d’une représentation du ka royal |                      |
| 217 - 218 | G. W. Murray                                          | A New Empire (?) Copper Mine in the Wadi 'Araba |                      |
| 219 - 220 | J. G. Griffiths                                       | Is Chalbes a Greek Name? |                      |
| 221 - 245 | R. Rémondon                                           | Ajporikovvn et Meriomo; ajpovrwn |                      |
| 247 - 256 | J. Drescher                                           | A Coptic Lectionary Fragment |                      |
| 261 - 263 | G. Mattha                                             | Temporis Intervallum |                      |
| 265 - 267 | G. Mattha                                             | Notes on a Demotic Papyrus from Thebes |                      |
| 269 - 272 | G. Mattha                                             | Notes and Remarks on the Tale of the Doomed Prince, from pap. Harris 500, verso |                      |
| 273 - 297 | I. Harari                                             | Portée de la stèle juridique de Karnak. Essai sur la terminologie juridique du Moyen Empire égyptien |                      |
| 299 - 312 | V. Laurent-Täckolm                                    | The Plant of Naqada |                      |
| 313 - 316 | J. Janssen et Arpag Mekhitarian                       | Mission épigraphique à El Kab (janvier-mars 1950) |                      |
| 317 - 333 | H. Hickmann                                           | Miscellanea Musicologica. • X, Le tambourin rectangulaire du Nouvel Empire |                      |
| 335 - 372 | L.-A. Christophe                                      | La carrière du prince Mérenptah et les trois régences ramessides |                      |
| 373 - 400 | François Daumas                                       | Sur trois représentations de Nout à Dendara |                      |
| 401 - 434 | Ahmed Fakhry                                          | The Rock Inscriptions of Gabal el-Teir at Kharga Oasis |                      |
| 435 - 440 | A. Batrawi                                            | The Skeletal Remains from the Northern Pyramid of Sneferu |                      |
| 441 - 446 | Jaroslav Černý                                        | Philological and Etymological notes, III. • 6, Age of the Egyptian Month Name. • 7, The Cryptogram of Mentemhet. • 8, The Words for the First and the Last Day of a Month                                                  |                      |
| 447 - 468 | Labib Habachi                                         | Clearance of the Area to the East of Luxor Temple and Discovery of some Objects |                      |
| 469 - 490 | Étienne Drioton, Jean-Philippe Lauer                  | Fouilles à Saqqarah, Les tombes jumelées de Neferibrê-Sa-Neith et de Ouahibrê-Men. • I, Structure et contenu des tombes. • II, Inscriptions du tombeau de Neferibrê-Sa-Neith                                               |                      |
| 491 - 507 | Paul Barguet, Muhammad Zakaria Goneim et Jean Leclant | Les tables d’offrandes de la grande cour de la tombe de Montouemhat |                      |
| 509 - 522 | Ahmed Fakhry                                          | The Southern Pyramid of Snefru |                      |
| 523 - 526 | Pierre Montet                                         | Henri Gauthier (1877-1950) |                      |
| 527 - 535 | L.-A. Christophe                                      | Henri Gauthier. Sa carrière scientifique |                      |
| 537 - 548 | François Daumas                                       | Émile Chassinat (1868-1948). Esquisse de biographie |                      |
| 549 - 572 | H. Chevrier                                           | Rapport sur les travaux de Karnak, 1950-1951 |                      |
| 573 - 576 | L. Keimer                                             | Le potier grec Mnésiadès (VIe siècle av. J.-C.) |                      |

## Numéro 52, paru en 1952
| Pages     | Auteur(s)            | Titre | Texte sur Archive.org |
| --------- | -------------------- | --- | --------------------- |
| 1 - 15    | S. Morenz            | Die _‡i-Konstruktion als sprachliche und stilistische Erscheinung des Koptischen | ✔️                    |
| 17 - 28   | L.-A. Christophe     | Quelques remarques. • I, La préposition composée. • II, pour. • III, pour . • IV, Un curieux exemple de réduplicationen néo-égyptien. • V, pluriel de »                              | ✔️                    |
| 29 - 39   | Serge Sauneron       | Le dégagement du temple d’Esné : mur nord | ✔️                    |
| 41 - 44   | M. Cassirer          | An Egyptian Funerary Stele with a Rare Title | ✔️                    |
| 45 - 57   | H. Senk              | "Kontakfigur" und "Kontaktgruppe" in der Ägyptischen Flachbildnerei (I) | ✔️                    |
| 59 - 72   | L. Keimer            | Remarques sur les "cuillers à fard" du type dit à la nageuse | ✔️                    |
| 73 - 76   | Abd el-M. El-Khachab | Une nouvelle acquisition monétaire | ✔️                    |
| 77 - 104  | Maurice Pillet       | Les scènes de naissance et de circoncision dans le temple nord-est de Mout, à Karnak                                                                                                 | ✔️                    |
| 105 - 128 | Étienne Drioton      | Textes religieux de tombeaux saïtes. • I, Chapelle d'Amentefnakht. • II, Chapelle de Hor                                                                                             | ✔️                    |
| 129 - 131 | Georg Steindorff     | Bemerkungen zu den Felsengräbern von Sîwa | ✔️                    |
| 133 - 136 | Jean-Philippe Lauer  | La structure de la tombe de Hor à Saqqarah (XXVIe dynastie) | ✔️                    |
| 137 - 144 | Alexandre Badawy     | À propos du signe | ✔️                    |
| 145 - 149 | Serge Sauneron       | Une statue stèlophore d’Amenemhat dit Sourer trouvée à Karnak | ✔️                    |
| 151 - 159 | V. Vikentiev         | Les divines adoratrices de Wadi Gasus | ✔️                    |
| 161 - 183 | H. Hickmann          | Miscellanea Musicologica. • XI, Les luths aux frettes du Nouvel Empire | ✔️                    |
| 185 - 198 | Pierre Lacau         | Deux magasins à encens du temple de Karnak | ✔️                    |
| 199 - 200 | L.-A. Christophe     | Orientalia Suecana, Uppsala 1952, vol. I, fasc. 1-2. Éditeur : Erik Gren | ✔️                    |
| 201 - 214 | L.-A. Christophe     | À propos de deux épithètes de Ramsès IV | ✔️                    |
| 215 - 228 | Pierre Lacau         | Notes sur les plans des temples d’Edfou et de Kôm-Ombo | ✔️                    |
| 229 - 242 | H. Chevrier          | Rapport sur les travaux de Karnak, 1951-1952 | ✔️                    |
| 253 - 266 | L.-A. Christophe     | Note à propos du rapport de M. Chevrier. Ramsès IV et la "salle des fêtes" de Thoutmôsis III à Karnak                                                                                | ✔️                    |
| 271 - 274 | Z. Iskander          | Desert Varnish and Mortar of the Rhomboïdal Pyramid at Dahshûr | ✔️                    |
| 275 - 307 | Alexandre Badawy     | La loi de frontalité dans la statuaire égyptienne | ✔️                    |
| 309 - 313 | H. Chevrier          | Note sur l’érection des obélisques | ✔️                    |
| 315 - 442 | Günther Roeder       | Zwei hieroglyphische Inschriften aus Hermopolis (Ober-Ägypten) | ✔️                    |
| 443 - 559 | Labib Habachi        | Khatâ'na-Qantîr: Importance | ✔️                    |
| 563 - 594 | Ahmed Fakhry         | The Excavation of Snefru’s Monuments at Dahshur. Second Preliminary Report | ✔️                    |
| 595 - 602 | H. Mustapha          | The Surveying of the Bent Pyramid at Dahshur | ✔️                    |
| 603 - 623 | H. Ricke             | Baugeschichtlicher Vorbericht über die Kultanlagen der Südlichen Pyramide des Snofru in Dahschur                                                                                     | ✔️                    |
| 625 - 652 | F. Debono            | La nécropole prédynastique d’Héliopolis (fouilles de 1950) | ✔️                    |
| 653       | Étienne Drioton      | Penelope Fox, Tutankhamun’s Treasure, Geoffrey Cumberledge, Oxford University Press, 1951                                                                                            | ✔️                    |
| 655 - 657 | L.-A. Christophe     | Internationale Zeitschriftenschau für Bibelwissenschaft und Grenzegebiete (Revue internationale des Études bibliques), Heft. I, 1951/1952 (Verlag Katholisches Bibelwerk, Stuggart)  | ✔️                    |
| 658 - 662 | L.-A. Christophe     | Saite Demotic Land Leases, par Georges Robert Hughes, Publications de l’Institut oriental de l’Université de Chicago, (Studies in Ancient Oriental Civilization n°28), Chicago, 1952 | ✔️                    |
| 663 - 678 | François Daumas      | Ancient Near Eastern Texts relating to the Old Testament, Edited by James B. Pritchard, Princeton University Press                                                                   | ✔️                    |

## Numéro 53, paru en 1955
| Pages     | Auteur(s)                          | Titre | Texte sur Archive.org |
| --------- | ---------------------------------- | --- | --------------------- |
| 7 - 19    | H. Chevrier                        | Rapport sur les travaux de Karnak, 1952-1953 | ✔️                    |
| 21 - 42   | H. Chevrier                        | Rapport sur les travaux de Karnak, 1953-1954 | ✔️                    |
| 43 - 48   | L.-A. Christophe                   | Deux notes sur le rapport de M. Chevrier (Karnak, 1953-1954). • I, À propos de trois blocs portant des noms royaux superposés. • II, Les cartouches ramessides du colosse de Pinedjem | ✔️                    |
| 49 - 62   | L.-A. Christophe                   | Un monument inédit du grand majordome de Nitocris, Aba | ✔️                    |
| 63 - 68   | L.-A. Christophe                   | Deux inscriptions du temple de Philæ concernant la cérémonie "donner la maison à son maître" | ✔️                    |
| 69 - 78   | L.-A. Christophe                   | Alexandre Varille. • I, Le savant. • II, Souvenirs. • III, Addenda | ✔️                    |
| 79 - 118  | Alexandre Varille                  | La grande porte du temple d’Apet à Karnak | ✔️                    |
| 119 - 133 | Jean-Philippe Lauer                | Le temple haut de la pyramide du roi Ouserkaf à Saqqarah | ✔️                    |
| 135 - 138 | M. El-Amir                         | Note on "t hyr.t" in Boundaries of Ptolemaic Houses at Thebes | ✔️                    |
| 139 - 152 | John Gwyn Griffiths                | Three Notes on Herodotus, Book II. • 1, Greek and Egyptian Writing. • 2, The Deserters on the left of the King. • 3, The Tools of the Pyramid-Builders | ✔️                    |
| 153 - 166 | Jean-Philippe Lauer                | Fouilles et travaux divers effectués à Saqqarah de novembre 1951 à juin 1952. • I, Reconstitution de l'entrée du mur d'enceinte de Zoser. • II, Achèvement du déblaiement du groupe des tombes d'Icheti, de Neferkhouou-Ptah et de Sebekemkhent. • III, Sondages complémentaires autour de l'hémicycle des poètes et philosophes du Sérapéum. • IV, Dégagement de l'angle sud-Est de la pyramide d'Ouserkaf et de sa face orientale. • V, Installation d'éclairage électrique | ✔️                    |
| 167 - 194 | Z. Iskander et Jean-Philippe Lauer | Données nouvelles sur la momification dans l’Égypte ancienne, Découvertes de dépôts de matériel d'embaumement, Études et analyse chimiques des matières recueillies dans ces dépôts | ✔️                    |
| 195 - 202 | Labib Habachi                      | Preliminary Report on Kamose Stela and other Inscribed Blocks Found Reused in the Foundations of Two Statues at Karnak | ✔️                    |
| 203 - 207 | M. Hammad                          | Die "Weisse Mauer" war der erste Steinbau in Ägypten, und ihr Name rührt von dem Baumaterial her | ✔️                    |
| 209 - 219 | M. Jungfleisch et J. Schwartz      | Jetons de faïence et moules à monnaies ptolémaïques | ✔️                    |
| 221 - 250 | Pierre Lacau                       | L’or dans l’architecture égyptienne | ✔️                    |
| 251 - 278 | Abd el-M. El-Khachab               | Numismatica. • I, Collection de monnaies d'or d'Achmounein au musée gréco-romain d'Alexandrie. • II, Collection privée de monnaies en or, plomb, argile et tissères en verre. • III, Une petite collection numismatique de Baharia | ✔️                    |
| 279 - 317 | H. Senk                            | "Kontaktfigur" und "Kontaktgruppe" in der ägyptischen Flachbidnerei (II). • II, Formgeschichtliche abwandlung (Fortsetzung) | ✔️                    |
| 319 - 338 | Friedrich Wilhelm von Bissing      | La chambre des trois saisons du sanctuaire solaire du roi Rathourès (Ve dynastie) à Abousir | ✔️                    |
| 339 - 439 | J. Spiegel                         | Das Auferstehungsritual der Unaspyramide | ✔️                    |
| 441 - 480 | Labib Habachi                      | Notes on the Delta Hermopolis, Capital of the XVth Nome of Lower Egypt | ✔️                    |
| 481 - 482 | L.-A. Christophe                   | Deux inscriptions du temple de Philae (rectification) | ✔️                    |

## Numéro 54, paru en 1957
| Pages     | Auteur(s)            | Titre | Texte sur Archive.org |
| --------- | -------------------- | --- | --------------------- |
| 5 - 10    | Bernard Bruyère      | Émile Baraize, Directeur des travaux du Service des Antiquités de l’Égypte | ✔️                    |
| 11 - 33   | Bernard Bruyère      | Une nouvelle famille de prêtres de Montou trouvée par Baraize à Deir el Bahri | ✔️                    |
| 35 - 38   | H. Chevrier          | Chronologie des constructions de la salle hypostyle | ✔️                    |
| 39 - 42   | Z. Iskander          | Description of a Method of Treating a Dangerous Case at Thebes | ✔️                    |
| 43 - 46   | Labib Habachi        | Rizkallah Naguib Makramallah (July 1st 1903-November 11th 1949) | ✔️                    |
| 47 - 49   | M. Hammad            | Bericht über die Restaurierung des Barkensockels Ramses III im Chonstempel in Karnak | ✔️                    |
| 51 - 74   | Alexandre Badawy     | Philological Evidence about Methods of Construction in Ancient Egypt | ✔️                    |
| 75 - 82   | H. Ricke             | Erster Grabungsbericht über das Sonnenheiligtum des Königs Userkaf bei Abusir | ✔️                    |
| 83 - 100  | L.-A. Christophe     | Les trois derniers grands majordomes de la XXVIe dynastie. • I, Deux grands majordomes de la divine adoratrice Ankhnesferibrê. • II, Le grand majordome Chéchonq, fils de Harsiésis. • III, Conclusions                                                 | ✔️                    |
| 101 - 107 | Jean-Philippe Lauer  | Travaux divers à Saqqarah (novembre 1953-juin 1954) | ✔️                    |
| 109 - 116 | Jean-Philippe Lauer  | Recherches et travaux effectués à Saqqarah (décembre 1954-juin 1955). • I, Recomposition de l'entrée du mur d'enceinte de Zoser. • II, L'hémicycle des poètes et philosophes grecs du Sérapéum. • III, Le temple d'Ouserkaf. • IV, Travaux divers       | ✔️                    |
| 117 - 139 | Abd el-M. El-Khachab | Les hammams du Kôm Trougah | ✔️                    |
| 141 - 148 | H. Kees              | Beiträge zur Geschichte der thebanischen Vezirsfamilie Pimui | ✔️                    |
| 149 - 151 | A. Y. Moustafa       | Reparation and Restoration of Antiques. The Golden Belt of Prince Ptah-Shepses | ✔️                    |
| 153 - 177 | Ahmed Badawy         | Das Grab des Kronprinzen Scheschonk, Sohnes Osorkon’s II. und Hohenpriesters von Memphis | ✔️                    |
| 179 - 189 | V. Vikentiev         | Les trois inscriptions concernant la mine de plomb d’Oum Huetat | ✔️                    |
| 191 - 206 | G. Godron            | Notes d’épigraphie thinite. • 1, Une attestation ancienne du mot Drit ("milan"). • 2, La disposition des scènes sur la tête de massue de l'Horus . • 3, Le mot msn (Wörterbuch 2, 145, 9). • 4, Paléographie du signe sous les deux premières dynasties | ✔️                    |
| 207 - 211 | H. Senk              | Zur Darstellung der Sturmleiter in der Belagerungsszene des Kaemhesit | ✔️                    |
| 213 - 237 | H. Hickmann          | La scène musicale d’une tombe de la VIe dynastie à Guîzah (Idou) | ✔️                    |
| 239 - 244 | H. Larsen            | On a Detail of the Naqada Plant | ✔️                    |
| 245 - 249 | F. Abd el-M. Ghattas | Découverte d’un ensemble souterrain copte dans le désert d’Esné | ✔️                    |
| 251 - 287 | E. Jelinkova-Reymond | Quelques recherches sur les réformes d’Amasis | ✔️                    |
| 289 - 294 | M. El-Amir           | Professor S. R. K. Glanville, April 26, 1900-April 26, 1956 | ✔️                    |
| 295 - 298 | V. Vikentiev         | Nâry-Ba-Thaï Mâba | ✔️                    |
| 299 - 304 | H. Hammad            | Über die Entdeckung von 4 Bloecken die neues Licht auf eine wichtige Epoche der Amarnakunst werfen | ✔️                    |
| 305 - 316 | H. Ricke             | Zweiter Grabungsbericht über das Sonnenheiligtum des Königs Userkaf bei Abusir | ✔️                    |
| 317 - 344 | I. Harari            | La fondation cultuelle de n. k. wi. ankh à Tehneh. Notes sur l'organisation cultuelle dans l'Ancien Empire égyptien | ✔️                    |
| 345 - 389 | L.-A. Christophe     | Les divinités du papyrus Harris I et leurs épithètes | ✔️                    |

## Numéro 55, paru en 1958
| Pages     | Auteur(s)                                      | Titre | Texte sur Archive.org                                                                   |
| --------- | ---------------------------------------------- | --- | --------------------------------------------------------------------------------------- |
| 1 - 23    | L.-A. Christophe                               | Le pylône "ramesside" d’Edfou. • I, Description générale. • II, Les textes. • III, Remarques générales. IV, Les trésors des temples sous Ramsès III | [https://archive.org/details/ASAE-55.1-1958Fichier:OOjs+UI+icon+check-constructive.svg] |
| 25 - 33   | V. Vikentiev                                   | Études d’épigraphie protodynastique. I, Quelques cas où se lit dAi et signifie "suc" | [https://archive.org/details/ASAE-55.1-1958Fichier:OOjs+UI+icon+check-constructive.svg] |
| 35 - 55   | Hans Goedicke                                  | Ein Verehrer des Weisen DdfHr aus em späten alten Reich | [https://archive.org/details/ASAE-55.1-1958Fichier:OOjs+UI+icon+check-constructive.svg] |
| 57 - 61   | M. Jungfleisch                                 | Une étrange pratique funéraire datant de l’époque gréco-romaine en Égypte | [https://archive.org/details/ASAE-55.1-1958Fichier:OOjs+UI+icon+check-constructive.svg] |
| 67 - 71   | H. S. K. Bakry                                 | The Stela of Nfr-sXrw, Artisan of Ptah at Saqqarah | [https://archive.org/details/ASAE-55.1-1958Fichier:OOjs+UI+icon+check-constructive.svg] |
| 73 - 77   | H. Ricke                                       | Dritter Grabungsbericht über das Sonnenheiligtum des Königs Userkaf bei Abusir | [https://archive.org/details/ASAE-55.1-1958Fichier:OOjs+UI+icon+check-constructive.svg] |
| 79 - 125  | E. Jelinkova                                   | Un titre saïte emprunté à l’Ancien Empire | [https://archive.org/details/ASAE-55.1-1958Fichier:OOjs+UI+icon+check-constructive.svg] |
| 127 - 137 | Abd El Hamid Zayed                             | Le tombeau d’Akhti-Hotep à Saqqara. • I, La stèle. • II, Les statues | [https://archive.org/details/ASAE-55.1-1958Fichier:OOjs+UI+icon+check-constructive.svg] |
| 139 - 142 | Abd el-M. El-Khachab                           | Une nouvelle trouvaille numismatique | [https://archive.org/details/ASAE-55.1-1958Fichier:OOjs+UI+icon+check-constructive.svg] |
| 143       | H. Messiha                                     | Two Coptic Textiles | [https://archive.org/details/ASAE-55.1-1958Fichier:OOjs+UI+icon+check-constructive.svg] |
| 145 - 156 | Alexandre Piankoff                             | Vallée des Rois à Thèbes-Ouest, La tombe n°1 (Ramsès VII) | [https://archive.org/details/ASAE-55.1-1958Fichier:OOjs+UI+icon+check-constructive.svg] |
| 157 - 165 | Alexandre Piankoff                             | Le tableau d’Osiris et les divisions V, VI et VII du Livre des Portes | [https://archive.org/details/ASAE-55.1-1958Fichier:OOjs+UI+icon+check-constructive.svg] |
| 167 - 190 | Labib Habachi                                  | God’s Fathers and the Role they Played in the History of First Intermediate Period | [https://archive.org/details/ASAE-55.2-1958Fichier:OOjs+UI+icon+check-constructive.svg] |
| 191 - 197 | Michaïlidis, G.                                | Cassette d’un prêtre quêteur d’Asclepios-Imhotep (?) | [https://archive.org/details/ASAE-55.2-1958Fichier:OOjs+UI+icon+check-constructive.svg] |
| 199 - 202 | M. Hammad                                      | Zwei von Ramses II neubenutzte Steine | [https://archive.org/details/ASAE-55.2-1958Fichier:OOjs+UI+icon+check-constructive.svg] |
| 203 - 206 | H. Riad                                        | Le culte d’Amenemhat III au Fayoum à l’époque ptolémaïque | [https://archive.org/details/ASAE-55.2-1958Fichier:OOjs+UI+icon+check-constructive.svg] |
| 207 - 251 | Étienne Drioton, Jean-Philippe Lauer           | Un groupe de tombes à Saqqarah : Icheti, Nefer-Khouou-Ptah, Sébek-em-khent et Ânkhi | [https://archive.org/details/ASAE-55.2-1958Fichier:OOjs+UI+icon+check-constructive.svg] |
| 253 - 261 | Jean-Philippe Lauer et Jean Sainte Fare Garnot | Rapport préliminaire sur les recherches entreprises dans le sous-sol de la pyramide de Téti à Saqqarah en 1951 et 1955-1956 | [https://archive.org/details/ASAE-55.2-1958Fichier:OOjs+UI+icon+check-constructive.svg] |
| 263 - 266 | H. S. K. Bakry                                 | Two Coptic Epitaphs | [https://archive.org/details/ASAE-55.2-1958Fichier:OOjs+UI+icon+check-constructive.svg] |
| 267 - 272 | Edda Bresciani                                 | Alcuni nuovi monumenti di epoca persiana. • I, Situla col nome di Dario I. • II, Coltello in bronzo con il nome di Dario. • III, Vaso ad orecchiette del XIIIe anno di Artaserse I. • IV, Frammento di vaso di Artaserse I. • V, Frammento di piatto col nome di Artaserse. • VI, Testina in calcare del bue Apis | [https://archive.org/details/ASAE-55.2-1958Fichier:OOjs+UI+icon+check-constructive.svg] |
| 273 - 283 | Edda Bresciani                                 | Nuovi documenti aramaici dall’Egitto. • I, Una benda e tre etichette di mummia. • II, Tavoletta di legno con iscrizione. • III, Vaso di legno con iscrizione aramaica | [https://archive.org/details/ASAE-55.2-1958Fichier:OOjs+UI+icon+check-constructive.svg] |
| 285 - 300 | Alexandre Piankoff                             | Le tableau d’Osiris et les divisions V, VI et VII du Livre des Portes (suite). Le tableau d’Osiris dans la tombe de Ramsès VI |                                                                                         |
| 325 - 350 | Labib Habachi                                  | Clearence of the Tomb of Kheruef at Thebes (1957-1958) | ✔️                                                                                      |

## Numéro 56, paru en 1959
| Pages     | Auteur(s)                    | Titre | Texte sur Archive.org |
| --------- | ---------------------------- | --- | --------------------- |
| 1 - 30    | V. Vikentiev                 | Études d’épigraphie protodynastique. • II. Deux tablettes en ivoire (I dyn.) et les linteaux de Medamoud (XII-XIIIe dyn.) | ✔️                    |
| 31 - 33   | H. Messiha                   | A Bronze Censor in the Coptic Museum N°5144 | ✔️                    |
| 35 - 52   | M. S. Adam et F. El-Shaboury | Report on the Work of Karnak during the Seasons 1954-55 and 1955-56. • I, Rebuilding of the IInd Pylon. • II, Soundings in the Entrance of the IInd Pylon. • III, The VIIth Pylon and the Cour de la Cachette. • IV, Restoration of the Kamose Stela and the Statue of King Pinozem I (?). • V, The IIIrd Pylon. • VI, Clearance around the Sacred Lake. • VII, Various Works | ✔️                    |
| 53 - 54   | F. Matouk                    | Un poids monétaire de la fin du second millénaire avant J.-C. ? | ✔️                    |
| 55 - 58   | Hans Goedicke                | A New Inscription from Hatnub | ✔️                    |
| 59 - 62   | Hans Goedicke                | A Note on the Early Cult of Horus in Upper Egypt | ✔️                    |
| 63 - 86   | John Gwyn Griffiths          | Remarks on the Horian Elements in the Royal Titulary. • I, The Horus-name. • II, The Two Horuses (?) and the Two Lords. • III, The Title | ✔️                    |
| 87 - 104  | Abd El Hamid Zayed           | Stèle inédite, en bois peint, d’une musicienne d’Amon à la Basse Époque | ✔️                    |
| 105 - 137 | A.-Q. Muhammed               | The Administration of Syro-Palestine during the New Kingdom | ✔️                    |
| 139 - 201 | I. Harari                    | Nature de la stèle de donation de fonction du roi Ahmôsis à la Reine Ahmès-Nefertari | ✔️                    |
| 203 - 206 | Abd el-M. Bakir              | The Groups with and in the Light of the Cairo Calendar N°86637 | ✔️                    |
| 207 - 226 | M. S. Adam                   | Report on the Excavations of the Department of Antiquities at Ezbet Rushdi. • I, The Temple of Amenemhat I | ✔️                    |
| 227 - 228 | H. S. K. Bakry               | Stèle consacrée au taureau Mnévis | ✔️                    |
| 229 - 245 | Alexandre Piankoff           | Le tableau d’Osiris et les divisions V, VI et VII du Livre des Portes (suite). La VIe division | ✔️                    |
| 247 - 249 | M. H. Abd-Ur-Rahman          | The Four-Feathered Crown of Akhenaten | ✔️                    |

## Numéro 57, paru en 1962
| Pages     | Auteur(s)             | Titre | Texte sur Archive.org |
| --------- | --------------------- | --- | --------------------- |
| 1 - 6     | T. Andrzejewski       | Le Livre des Portes dans la salle du sarcophage du tombeau de Ramsès III | ✔️                    |
| 7 - 8     | H. S. K. Bakry        | The Stela of PA-aHAty, the Follower of Seth | ✔️                    |
| 9 - 14    | H. S. K. Bakry        | Two New Kingdom Stelae | ✔️                    |
| 15 - 17   | H. S. K. Bakry        | On the Technique of Restoration and Mending in the First Dynasty | ✔️                    |
| 19 - 31   | L. Dabrowski          | La topographie d’Athribis à l’époque romaine | ✔️                    |
| 33 - 41   | Elmar Edel            | Bericht über die Arbeiten in den Gräbern der Qubbet el Hawa bei Assuan 1959 und 1960 | ✔️                    |
| 43 - 47   | Jean-Philippe Lauer   | Travaux de restitution dans l’enceinte de Zoser (mai-juin 1960). • I, La face postérieure du bastion de l'entrée de l'enceinte. • II, Soubassement de la chapelle de la "Cour du Heb-Sed" | ✔️                    |
| 49 - 66   | Kazimierz Michalowski | Les fouilles polonaises à Tell Atrib (1957-1959) | ✔️                    |
| 67 - 77   | Kazimierz Michalowski | Fouilles polonaises à Tell Atrib en 1960 | ✔️                    |
| 79 - 98   | G. Michaïlidis        | Deux vases à inscriptions épigrammatiques trouvés en Égypte | ✔️                    |
| 99 - 105  | O. R. Rostem          | Modern Granaries as Relics of an Ancient Building | ✔️                    |
| 107 - 114 | H. Wild               | Compte Rendu de T. Säve-Söderbergh, Four Eighteenth Dynasty Tombs (Private Tombs at Thebes, vol. I, Griffith Institute, Oxford, 1957)                                                     | ✔️                    |
| 115 - 124 | Abd El Hamid Zayed    | Miscellaneous Notes. • I, Some Variations of the rxjj.t Symbol. • II, Some Notes on the Building of the Temple of Sety I at Abydos                                                        | ✔️                    |
| 125 - 130 | Abd El Hamid Zayed    | Some Miscellaneous Objects Found in the Neighbourhood of El Kharga Oasis. • I, Limestone Statuette. • II, A Block of Inscribed Sandstone. • III, The Ostracon. • IV, The Alabaster Morter | ✔️                    |
| 131 - 136 | Abd El Hamid Zayed    | Some Antiquities Found at El Minchah in 1959 | ✔️                    |
| 137 - 142 | Abd El Hamid Zayed    | Some Notes on a Statuette of a Cow from Sheik Abbada (Antinoe) | ✔️                    |
| 143 - 159 | Abd El Hamid Zayed    | Réflexions sur deux statuettes inédites de l’époque ptolémaïque. • I, Statuette de . • II, Statuette de , ,                                                                               | ✔️                    |

## Numéro 58, paru en 1964
| Pages     | Auteur(s)                        | Titre | Texte sur Archive.org |
| --------- | -------------------------------- | --- | --------------------- |
| 1 - 2     | H. S. K. Bakry                   | À propos d’un bloc portant le protocole et les cartouches du roi Achoris (A[cwri) (393-380 B.C.)                                                     | ✔️                    |
| 3 - 36    | R. P. Charles                    | Les scarabées égyptiens et égyptisants de Pyrga, district de Larnaca (Chypre)                                                                        | ✔️                    |
| 37 - 60   | L. Dabrowski                     | Preliminary Report on the Reconstruction Works of the Hatshepsut Temple at Deir El Bahari during the 1961-1962 Season                                | ✔️                    |
| 61 - 84   | D. Abou-Ghazi                    | Selim Hassan. His Writings and Excavations | ✔️                    |
| 85 - 98   | S. Farid                         | Preliminary Report on the Excavations of the Antiquities Department at Tell Basta (Season 1961)                                                      | ✔️                    |
| 99 - 186  | É. B. Ghazouli                   | The Palace and Magazines Attached to the Temple of Sety I at Abydos and the Facade of this Temple                                                    | ✔️                    |
| 187 - 196 | Z. Iskander                      | Bees in the Temple of Edfu and their Control | ✔️                    |
| 197 - 208 | Z. Iskander et Abd El M. Shaheen | Temporary Stuffing Materials Used in the Process of Mummification in Ancient Egypt. • Part I, Earthy Stuffing Materials Found at Ard El-Naam Matarai | ✔️                    |
| 209 - 226 | K. Messiha et H. Messiha         | A New Concept about the Implements Found in the Excavations at Gîza                                                                                  | ✔️                    |
| 227 - 234 | G. Michaïlidis                   | À propos d’une coupe trouvée en Égypte. Notes supplémentaires                                                                                        | ✔️                    |
| 235 - 244 | Kazimierz Michalowski            | Les fouilles polonaises à Tell-Atrib (Saison 1961)                                                                                                   | ✔️                    |
| 245 - 254 | Kazimierz Michalowski            | Sixième campagne de fouilles à Tell-Atrib (Saison 1962)                                                                                              | ✔️                    |
| 255 - 265 | S. Moustafa                      | The Domesticated Animals of the Sekhem-Khet Step-Pyramid                                                                                             | ✔️                    |
| 267 - 272 | H. Riad                          | Fouilles à Abou-Hommos 1959-1960 | ✔️                    |
| 273 - 280 | A. Abd el-H. Youssef             | Merenptah’s Fourth Year Text at Amada | ✔️                    |

## Numéro 59, paru en 1966
| Pages     | Auteur(s)               | Titre | Texte sur Archive.org |
| --------- | ----------------------- | --- | --------------------- |
| 1 - 8     | H. S. K. Bakry          | A Tribute to a Centenerian Archaeologist and Folkorist | ✔️                    |
| 9 - 13    | H. S. K. Bakry          | Nitocris the God's Wife | ✔️                    |
| 15 - 22   | M. Basta                | Clearance of some Tombs of the Late Period near the Serapeum at Saqqara | ✔️                    |
| 23 - 25   | S. Farid                | Rapport sommaire sur les fouilles du Service des Antiquités à Mit-Ya'ish | ✔️                    |
| 27 - 31   | I. M. Kamel             | A Stela from Mendes | ✔️                    |
| 33 - 52   | Jean-Philippe Lauer     | Pierre Lacau (1873-1963) | ✔️                    |
| 53 - 61   | Jean-Philippe Lauer     | Sondages dans la région sud du complexe funéraire de l’Horus Sekhem-Khet à Saqqara. • I, Campagne de Janvier-Mars 1963. • II, Campagne du 11 décembre 1963 au 14 janvier 1964                                       | ✔️                    |
| 63 - 98   | J. Lipinska             | List of the Objects Found at Deir el-Bahari Temple of Tuthmosis III, Season 1961/1962 | ✔️                    |
| 99 - 108  | J. Lipinska et H. Riad  | Trial Pits at Kom el-Dikka in Alexandria | ✔️                    |
| 109 - 142 | A.-Q. Muhammed          | The Hittite Provincial Administration of Conquered Territories | ✔️                    |
| 143 - 155 | A.-Q. Muhammed          | Recent Finds Karnak. Third Pylon. Amenophis III. Sobek-Hotep. Nebpehtire Ahmosis. Amenophis I. Tuthmosis II. Tuthmosis IV. The Sacred Lake, The Theban Necropolis. The Temple of Amenophis III. The Tomb of Kheruef | ✔️                    |
| 159 - 184 | A.-Q. Muhammed          | Two Theban Tombs, Kyky and Bak-En-Amun | ✔️                    |
| 185 - 192 | H. Messiha              | Recent Excavations at Ard-el-Naam, Cairo, 1957-1960 (Part I) | ✔️                    |
| 193 - 203 | T. Dzierzykray-Rogalski | Compte-rendu de l’examen anthropologique des ossements humains trouvés dans les nécropoles arabes de Kom el-Dikka à Alexandrie, 1963                                                                                | ✔️                    |

## Numéro 60, paru en 1968
| Pages     | Auteur(s)                               | Titre | Texte sur Archive.org |
| --------- | --------------------------------------- | --- | --------------------- |
| 1 - 6     | H. S. K. Bakry                          | A Late-Period Statuette | ✔️                    |
| 7 - 14    | H. S. K. Bakry                          | Reconstruction of the Third Pylon at Karnak | ✔️                    |
| 15 - 25   | H. S. K. Bakry                          | A Statue of Pedeamun-Nebnesuttaui | ✔️                    |
| 27 - 35   | H. S. K. Bakry                          | A Ptolemaic Stela from Lower Nubia | ✔️                    |
| 37 - 53   | H. S. K. Bakry                          | Asfûnul-Matâneh Sondages. • I, (December 1963). • II, (February 2-March 9, 1965). • III. (February, 1966)                                           | ✔️                    |
| 55 - 56   | F. Yacoub                               | A Private Bath Discovered at Kîmân-Fâris, Fayûm | ✔️                    |
| 57 - 63   | M. Basta                                | Excavations in the Desert Road at Dahshur | ✔️                    |
| 65 - 71   | I. M. Kamel                             | A Bronze Hoard at Athribis | ✔️                    |
| 73 - 76   | A. El-Khouli                            | A Preliminary Report on the Excavations at Tura, 1963-64                                                                                            | ✔️                    |
| 77 - 94   | Elmar Edel                              | Bericht über die Arbeiten in den Gräbern der Qubbet el Hawa bei Assuan 1961 und 1962                                                                | ✔️                    |
| 95 - 130  | L. Dabrowski                            | List of Objects Found at Deir el-Bahari in the Area of the Tuthmosis III's Temple. Season 1962-63 and 1963-64                                       | ✔️                    |
| 131 - 137 | L. Dabrowski                            | Preliminary Report on the Reconstruction Works of Hatshepsut’s Temple at Deir el Bahari during the Seasons 1962-63 and 1963-64                      | ✔️                    |
| 139 - 152 | J. Lipinska                             | Preliminary Report on the Reconstruction Works of the Temple of Hatshepsut at Deir el Bahari during the Season 1964-1965                            | ✔️                    |
| 153 - 204 | J. Lipinska                             | A List of Objects Found at Deir el-Bahari in the Area of the Temple of Tuthmosis III. IVth Season of Excavations 1964-1965                          | ✔️                    |
| 205 - 212 | J. Lipinska                             | List of Objects Found at Deir el-Bahari in the Temple of Tuthmosis III. Vth Season of Excavations 1966                                              | ✔️                    |
| 213 - 219 | E. Dabrowska-Smektala et P. Gartkiewicz | Preliminary Report concerning the Restoration of the Wall of the 3rd Terrace of the Hatshepsut Temple at Deir el-Bahari during the Season 1965-1966 | ✔️                    |
| 221 - 225 | K. Sedky                                | Ptolemaic Baths of Kôm Ganâdy | ✔️                    |
| 227 - 279 | A.-Q. Muhammed                          | Preliminary Report on the Excavations Carried out in the Temple of Luxor. Seasons 1958-1959 & 1959-1960                                             | ✔️                    |
| 282 - 295 | H. Riad                                 | Quelques inscriptions grecques et latines du temple de Louxor                                                                                       | ✔️                    |
| 295 - 300 | M. E. A. E. Ibrahim                     | Miscellaneous Passages about King and Kingship according to the Inscriptions of the Temple of Edfu                                                  | ✔️                    |